# Калинівка (Дубоссарський район)
Калинівка (рос. Калиновка; рум. Calinovca) — село в Дубоссарському районі в Молдові (Придністров'ї). Входить до складу Красновиноградарської сільської ради.
Станом на 2004 рік у селі проживало 57,0% українців.